# Lempäälä
Lempäälä (švédsky Lembois) je obec ve Finsku ležící v provincii Pirkanmaa. Je jižním sousedem města Tampere. Žije zde 18 705 lidí (k 31. 12. 2006) a počet obyvatel rychle roste. Rozloha obce je 308,7 km², z nichž 35,80 km² jsou vodní plochy.
Roku 1873 byl dokončen Lempääläský kanál spojující jezera Vanajavesi a Pyhäjärvi.
V Lempäälä žil finský spisovatel Yrjö Kokko, který je pochován na zdejším hřbitově.
V Lempäälä, podél dálnice mezi Tampere a Helsinkami, bylo 1. prosince 2006 otevřeno nákupní centrum Ideapark, které je největší v severských zemích.